# E3 Harelbeke 2017
60. edycja wyścigu kolarskiego E3 Harelbeke odbyła się w dniu 24 marca 2017 roku i liczyła 206,1 km. Start wyścigu oraz meta miały miejsce w Harelbeke. Wyścig figurował w rankingu światowym UCI World Tour 2017. 

## Uczestnicy
Na starcie tego klasycznego wyścigu stanęło 25 zawodowych ekip, osiemnaście drużyn jeżdżących w UCI World Tour 2017 i siedem profesjonalnych zespołów zaproszonych przez organizatorów z tzw. „dziką kartą”.
| Numery  | Kod | Drużyna           |
| ------- | --- | ----------------- |
| 1-8     | BOH | Bora-Hansgrohe    |
| 11-18   | QST | Quick-Step Floors |
| 21-28   | LTS | Lotto Soudal      |
| 31-38   | BMC | BMC Racing Team   |
| 41-48   | SKY | Team Sky          |
| 51-58   | ALM | Ag2r-La Mondiale  |
| 61-68   | AST | Astana Pro Team   |
| 71-78   | TBM | Bahrain-Merida    |
| 81-88   | CDT | Cannondale-Drapac |
| 91-98   | FDJ | FDJ               |
| 101-108 | MOV | Movistar Team     |
| 111-118 | ORS | Orica-Scott       |
| 121-128 | DDD | Dimension Data    |

| Numery  | Kod | Drużyna                      |
| ------- | --- | ---------------------------- |
| 131-138 | KAT | Team Katusha-Alpecin         |
| 141-148 | TLJ | Team LottoNL-Jumbo           |
| 151-158 | SUN | Team Sunweb                  |
| 161-168 | TFS | Trek-Segafredo               |
| 171-178 | UAD | UAE Team Emirates            |
| 181-188 | SVB | Sport Vlaanderen–Baloise     |
| 191-198 | VWC | Verandas Willems-Crelan      |
| 201-208 | WGG | Wanty-Groupe Gobert          |
| 211-218 | WVA | WB-Veranclassic-Aqua Protect |
| 221-228 | DEN | Direct Énergie               |
| 231-238 | GAZ | Gazprom-RusVelo              |
| 241-248 | RNL | Roompot-Nederlandse Loterij  |

## Klasyfikacja generalna
| M-ce | Imię i nazwisko   | Kraj      | Drużyna           | Czas       |
| ---- | ----------------- | --------- | ----------------- | ---------- |
| 1.   | Greg Van Avermaet | Belgia    | BMC Racing Team   | 4h 48' 22" |
| 2.   | Philippe Gilbert  | Belgia    | Quick-Step Floors | + 0"       |
| 3.   | Oliver Naesen     | Belgia    | Ag2r-La Mondiale  | + 0"       |
| 4.   | Luke Durbridge    | Australia | Orica-Scott       | + 38"      |
| 5.   | Lukas Pöstlberger | Austria   | Bora-Hansgrohe    | + 40"      |
| 6.   | Michael Valgren   | Dania     | Astana Pro Team   | + 51"      |
| 7.   | Sonny Colbrelli   | Włochy    | Bahrain-Merida    | + 53"      |
| 8.   | Tom Boonen        | Belgia    | Quick-Step Floors | + 53"      |
| 9.   | Dylan van Baarle  | Holandia  | Cannondale-Drapac | + 53"      |
| 10.  | Alberto Bettiol   | Włochy    | Cannondale-Drapac | + 53"      |
|      |                   |           |                   |            |
| 54.  | Łukasz Wiśniowski | Polska    | Team Sky          | + 2' 16"   |
| 102. | Maciej Bodnar     | Polska    | Bora-Hansgrohe    | + 10' 45"  |